# Хањча
Хањча (пољ. Hańcza) је језеро у Пољској. Налази се на источносувалском појезерју.
Дубина језера износи 106,1 m (113 m по неким подацима) и то је најдубље језеро у Пољској. Кроз Хањчу протиче река Чарна Хањча. Површина језера је 304,4 ha, просечна дубина 38,5 m, а дужина 4530 m. Језеро се налази у оквиру резервата.
Због своје дубине Хањча је атрактивно место за гњурење.